# Formació de Tecovas
La Formació de Tecovas, Tecovas Formation és una formació geològica que es troba a Texas.

## Fauna vertebrada
| Vertebrats de la Tecovas Formation               | Vertebrats de la Tecovas Formation | Vertebrats de la Tecovas Formation      | Vertebrats de la Tecovas Formation | Vertebrats de la Tecovas Formation |
| Tàxons                                           | Presència                          | Notes                                   | Imatges                            |                                    |
| ------------------------------------------------ | ---------------------------------- | --------------------------------------- | ---------------------------------- | ---------------------------------- |
| Gènere: - Caseosaurus 1. Caseosaurus crosbyensis |                                    | possiblement un sinònim de Chindesaurus |                                    |                                    |
| Gènere: - Tecovasaurus 1. Tecovasaurus murrayi   |                                    |                                         |                                    |                                    |
| Subordre: - Theropoda 1. Tracks.                 |                                    |                                         |                                    |                                    |